# Best of Slick Rick
Albums de Slick Rick
Legends Volume Two
(2008)
Best of Slick Rick est une compilation de Slick Rick, sortie le 27 mai 2014.

## Liste des titres
| No  | Titre                                             | Durée |
| --- | ------------------------------------------------- | ----- |
| 1.  | Children's Story                                  | 3:59  |
| 2.  | Hey Young World                                   | 4:36  |
| 3.  | Teenage Love                                      | 4:50  |
| 4.  | Mona Lisa                                         | 4:05  |
| 5.  | I Shouldn't Have Done It                          | 4:06  |
| 6.  | Runaway                                           | 3:49  |
| 7.  | Sittin' in My Car                                 | 3:47  |
| 8.  | A Love That's True, Pt. 1                         | 3:55  |
| 9.  | Street Talkin' (featuring OutKast)                | 3:41  |
| 10. | Me & Nas Bring It to Your Hardest (featuring Nas) | 2:37  |
| 11. | Adults Only                                       | 4:17  |